# Schlacht um Zoutkamp
Die Schlacht um Zoutkamp (niederländisch Slag om Zoutkamp) war eine am 5. Oktober 1589 begonnene Belagerung der Schanze bei dem Dorf Zoutkamp (damals Soltkamp) im Achtzigjährigen Krieg. Nach fünf Tagen ergab sich die spanische Garnison den friesischen Truppen unter Wilhelm Ludwig von Nassau-Dillenburg.

## Im Vorfeld der Belagerung
In den Jahren zuvor hatten die Generalstaaten viele Gebiete an die Spanier verloren. Durch das Überlaufen des friesischen Statthalters Georg von Lalaing,  Graf von Rennenberg, was als „Verraad van Rennenberg“ in die niederländischen Geschichtsbücher einging, fielen 1580 auch noch Groningen und die sogenannten Ommelande (Umland), außer Friesland, in spanische Hand. Wilhelm Ludwig van Nassau-Dillenburg wurde 1584 Statthalter Frieslands und hatte bis 1589 zwei erfolglose Versuche unternommen, Groningen zu erobern und die spanischen Besetzer zu vertreiben. Weil dies missglückte, verfolgte er nun die Strategie, Groningen von seinen Versorgungswegen abzuriegeln.
1585 ließ Wilhelm Ludwig zur Vorbereitung eine neue Schanze auf der friesischen Seite der Reitdiep, am Fluss Lauwers auf Höhe Munnekezijl, anlegen. Noch im selben Jahr versuchte der spanische Heerführer  Francisco Verdugo diese Schanze zu erobern, was aber misslang.

## Der Angriff und die Nachwirkungen
Die Zoutkamper Schanze war mit 84 Mann unter der Leitung von Leutnant  Hindrik van Os besetzt. Eigentlich war Tjaert Herema für die Befestigung verantwortlich, aber dieser weilte während des Angriffs auf der Tammingaborg in Hornhuizen.
Am 5. Oktober 1589 griff Wilhelm Ludwig mit 400 Kämpfern die Schanze an. Nach einer Belagerung von fünf Tagen fiel das Militärbauwerk in die Hände der Staaten. Während des Angriffs kam Hindrik van Os ums Leben. Damit hatten die Generalstaaten die Reitdiep in ihren Händen und das besetzte Groningen verlor seine Direktverbindung zum Meer.
Groningen wich zwar dann über den Landweg über den Hafen Delfzijl aus, um Zugang zum Meer zu erlangen, was aber wenige Jahre später durch die Besetzung Delfzijls auch unmöglich wurde.
Die Schlacht um Zoutkamp war der eigentliche Auftakt zur späteren Einnahme Groningens, welche 1594 die Zusammenführung aller nördlichen Landesteile in der Republik der Sieben Vereinigten Provinzen ermöglichte.
Seit 2007 wird in Zoutkamp alle vier Jahre, jeweils im September, die Schlacht als touristisches Spektakel nachgestellt.